# Nacolus sinensis
Nacolus sinensis är en insektsart som beskrevs av Ouchi 1938. Nacolus sinensis ingår i släktet Nacolus och familjen dvärgstritar. Inga underarter finns listade i Catalogue of Life.